# 幸せ (Omoinotakeの曲)
「幸せ」（しあわせ）は、日本のバンド・Omoinotakeの楽曲。1枚目のシングルとして、2023年9月6日にSony Music Associated Records内のレーベル「onenation」から発売された。楽曲は、TOKYO MXほかにて放送されたテレビアニメ『ホリミヤ -piece-』オープニングテーマとして書き下ろされた。

## 概要
『ホリミヤ -piece-』のために書き下ろしされたラブソング。Omoinotakeがアニメ主題歌を担当するのは、メジャーデビュー曲の「EVERBLUE」以来1年9ヶ月ぶりである。
楽曲では「愛しい人と心を通わせる中で芽生え育っていった感情」がテーマに歌われている。また、サウンドアレンジではシンセサイザーが使用されている。
楽曲についてOmoinotakeは
魅力的なキャラクター達の感情が交錯し、甘酸っぱくどこかノスタルジーなホリミヤの世界観へ、「幸せ」という曲を書かせていただきました。ただ単に暖かく優しい歌ではなく、その気持ちに至るまでの風景や時間、言葉にはできない心の内側を描けたらと想い、制作しました。作品を通じてこの曲が、ひとりひとり、それぞれの「幸せ」を想う曲になってくれたら、幸せです。
とコメントしている。
2023年9月6日に自身初のCDシングルとして、初回仕様限定盤のみでリリースされた。同日にリリースされたメジャー1枚目のフルアルバム「Ammolite」にも収録された。

## リリース
2023年6月2日、TOKYO MXほかにて7月より放送予定であったテレビアニメ『ホリミヤ -piece-』のオープニングテーマをOmoinotakeが担当することが発表された。また、楽曲が7月1日に配信リリースされることも発表され、namiiiiが担当したジャケット写真が公開された。同時に公開されたアニメPVにて楽曲の一部が解禁された。『ホリミヤ -piece-』の監督・石浜真史は「もうまっすぐにホリミヤの心の世界を歌ってらっしゃる。メロディーがまたその感情をより激しく伝えてくれます。Omoinotake様。素敵な楽曲をオープニングに使わせていただけることに深く感謝します」とコメントした。
配信リリース日の7月1日、本楽曲が自身初のCDシングルとして9月6日にリリースされることが発表された。シングルには、楽曲とそのインストバージョンの他、新曲「夏の魔法のせいじゃない」も収録される。アニメ絵柄ジャケットの初回仕様限定盤のみでのリリースとなっている。

## ミュージック・ビデオ
ミュージック・ビデオは7月8日の20時より公開された。ヒロインと出会い心を通わせることで変化していく、花のマスクで隠れた主人公の表情や感情を描いている。小澤竜心、高鶴桃羽が出演し、監督は荻颯太郎が務めた。

## 収録曲
| #         | タイトル                   | 作詞      | 作曲      | 編曲                 | 時間  |
| --------- | -------------------------- | --------- | --------- | -------------------- | ----- |
| 1.        | 「幸せ」                   | 福島智朗  | 藤井怜央  | Omoinotake・石井浩平 | 4:21  |
| 2.        | 「幸せ (Instrumental)」    | -         | 藤井怜央  | Omoinotake・石井浩平 | 4:21  |
| 3.        | 「夏の魔法のせいじゃない」 | 福島智朗  | 藤井怜央  | Omoinotake           | 3:47  |
| 合計時間: | 合計時間:                  | 合計時間: | 合計時間: | 合計時間:            | 12:29 |

## タイアップ
TOKYO MXほか放送1テレビアニメ『ホリミヤ -piece-』オープニングテーマ